# 스토리TV
스토리TV(StoryTV)는 베리미디어에서 운영하는 예능 텔레비전 채널으로 2016년에 개국한다.

## 역사
- 2016년 : COOK TV 개국